# إكسير العبادات في أسرار الشهادات
إكسير العبادات في أسرار الشهادات ويُقال له أحياناً أسرار الشهادة، هو كتاب من تأليف الفقيه الشيعي آغا الدربندي، وهو يتناول أبعاد مقتل الحسين بن علي بن أبي طالب، ثالث أئمة الشيعة، وقد رتبه على أربعة وأربعين مجلساً، وقدم له اثنتي عشرة مقدمة، وذيل كل مجلس بتذييلات وخاتمة.

## ترجماته
- ترجم المؤلف بنفسه الكتاب إلى الفارسية وعنون الترجمة بعنوان أنوار السعادة أو سعادت ناصرى،(1) ولكن ترجمة غير كاملة إذ اقتصر في ترجمته على مقام وحدة الحسين إلى آخر الكتاب.[2]
- ترجم حسين شريعتمدار التبريزي الكتاب إلى الفارسية ترجمة تامَّة، وطُبعت ترجمته.[3]

## انتقادات وآراء
- إن حسين النوري الطبرسي أول من انتقد كتاب إكسير العبادات نقداً كتابياً واسعاً إذ تناول ذلك في كتابه الفارسي لؤلؤ ومرجان.
- انتقد محمد بن سليمان التنكابني كتاب إكسير العبادات وذلك في كتابه الفارسي قصص العلماء، وقال: «الأخبار غير المعتبرة في هذا الكتاب كثيرة وضعيفة ، بل بعضها مظنون الكذب ، بل يبدو أنّ بعضها قطعي الكذب ، ممّا أدّى إلى الحطّ من قدر الكتاب».
- تابع آغا بزرگ الطهراني أستاذه النوري الطبرسي، ونقد الكتاب نقداً عابراً عند ذكره له في موسوعته الذريعة إلى تصانيف الشيعة إذ قال: «ومن شدة خلوصه وصفاء نفسه، نقل في هذا الكتاب أموراً لا توجد في الكتب المعتبرة، وإنما أخذها عن بعض المجاميع المجهولة اتكالاً على قاعدة التسامح في أدلة السنن مع أنه لا يصدق البلوغ عنه بمجرد الوجادة بخط مجهول»، ثم أحال إلى كتاب أستاذه وقال: «وقد تعرض شيخنا في اللؤلؤ والمرجان إلى بعض تلك الأمور فلا نطيل بذكره».[1]
- انتقد مرتضى المطهري كتاب إكسير العبادات في كتابه الفارسي حماسهٔ حسينيه الذي تُرجم إلى العربية بعنوان الملحمة الحسينية،(2) واستند في بعض ذلك إلى انتقادات النوري الطبرسي بنقل عبائره. وقد قال ضمن ما قال: «بعد ذلك ظهر علينا قبل حوالي ستين أو سبعين عاماً المرحوم ملا آقا الدربندي، وقام بجمع كتاب روضة الشهداء، مضيفاً إليه بعض القصص الأخرى، وألف كتابه المعروف أسرار الشهادة، وإنني يجب أن أقول الحقيقة بأن محتويات هذا الكتاب تدفع الإنسان للبكاء على الإسلام».
- أجاب علي الحسيني الميلاني حول سؤال وجّه إليه حول الكتاب فأجاب بكون المؤلف من الأكابر المحترمين غير أنّ ذلك لا يمنع كون بعض مطالب الكتاب محل كلام ونظر.(3)

## الهوامش
- 1 - للدربندي مقتل آخر كتبه باللغة الفارسية، وعنونه بعنوان جواهر الإيقان، وهو مختلف عن إكسير العبادات العربي وعن ترجمته الفارسية المعنونة بعنوان أنوار السعادة أو سعادت ناصرى.[4]

- 2 - هناك بعض المعاصرين من الشيعة من يشكك بنسبة كتاب الملحمة الحسينية للمطهري، إذ يُدَّعى أن هذا الكتاب محاضرات ألقاها المطهري ثم دُونت في هذا الكتاب، وعلى خلاف ذلك يُدَّعى أن هذا الكتاب منسوب كذباً للمطهري، فممن أيَّد المدَّعى الثاني، جعفر مرتضى العاملي إذ نفى أن يكون للمطهري، وقال: «إننَّا نكاد نطمئن إلى أن كتاباً هذه حالاته، وتلك هي ميزاته ومواصفاته لا يمكن أن يرضى الشهيد السعيد العلامة المطهري بأن يُنسب إليه، خصوصاً إذا قيس بسائر مؤلَّفاته التي تتميَّز بالإحكام والانسجام. ولو أنه كان  على قيد الحياة لم يرض بنشره وعليه اسمه، لأنه وهو بهذا الحال يحطُّ من مقامه العلمي الرفيع، ويسيء إلى موقعه الثقافي المميز، ولكان قد زاد عليه وحذف منه وقلَّم وطعَّم وغيَّر وبدَّل الشيء الكثير».
- 3 - السؤال والجواب باللغة الفارسية، وقال نصّاً: (بالفارسية: مؤلّف بزرگ است ولی بعضی از مطالب محلّ کلام است).[5]